# Rosa Hundszahn
Der Rosa Hundszahn (Erythronium revolutum) ist eine Pflanzenart aus der Familie der Liliengewächse (Liliaceae).

## Merkmale

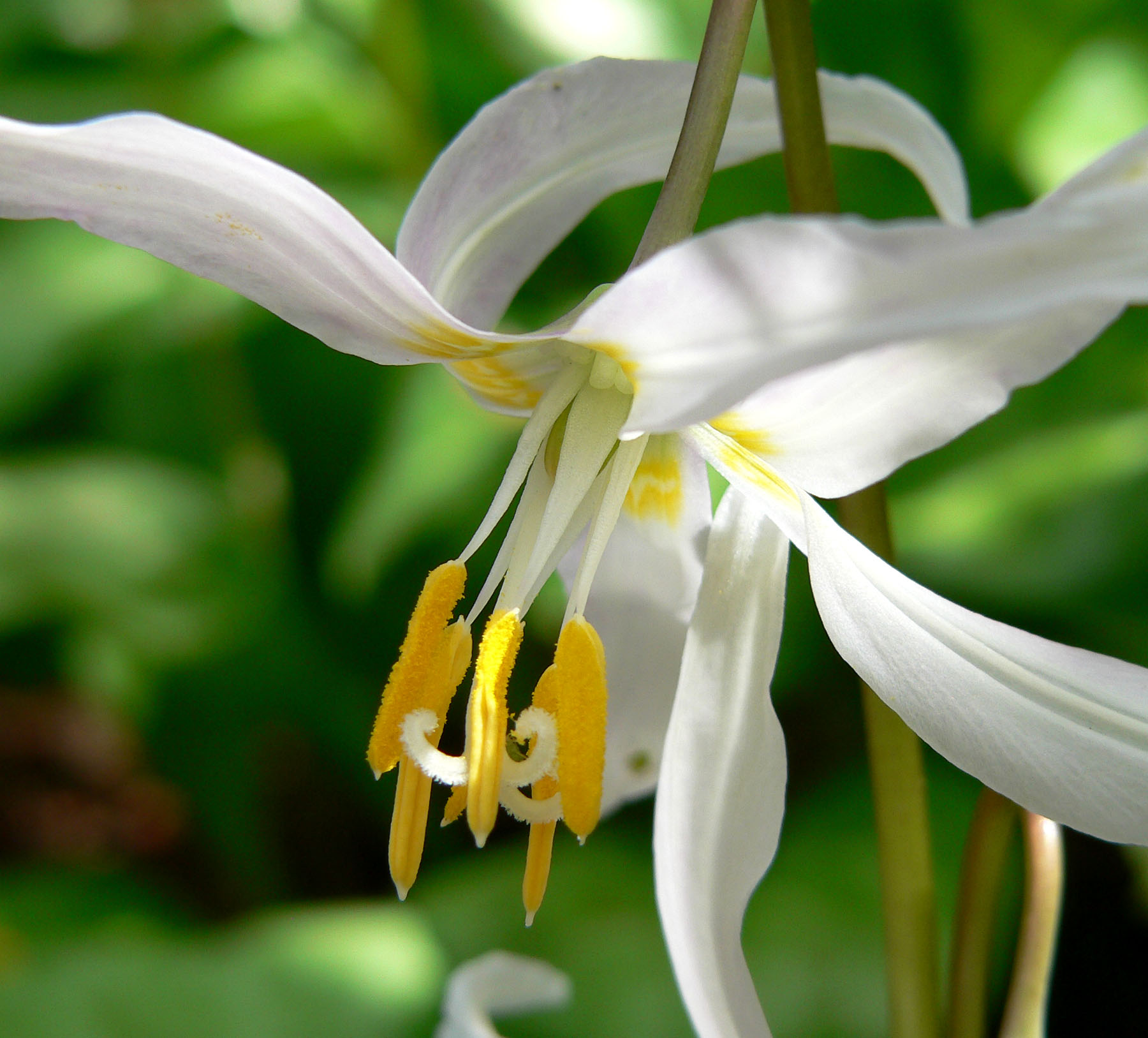
Blüte

Der Rosa Hundszahn ist eine ausdauernde, krautige Zwiebelpflanze, die Wuchshöhen von 15 bis 40 Zentimeter erreicht. Es sind 1 bis 3 Blüten vorhanden. Die Perigonblätter sind 25 bis 40 Millimeter lang, lanzettlich bis schmal elliptisch, rosa und besitzen am Grund ein gelbes Band. Die inneren Perigonblätter weisen am Grund Öhrchen auf. Die Staubbeutel sind gelb. Die Staubfäden sind abgeflacht und in der Mitte 2 bis 3 Millimeter breit. Die Narbenlappen des Griffels sind 4 bis 6 Millimeter lang und zurückgebogen. 
Die Blütezeit reicht von April bis Mai.

## Vorkommen
Der Rosa Hundszahn kommt im westlichen Nordamerika von Nord-Kalifornien bis ins südwestliche British Columbia vor. Die Art wächst an schattigen Bachufern, auf Flussterrassen und in feuchten Wäldern in Küstennähe in Höhenlagen von 0 bis 1000 Meter.

## Nutzung
Der Rosa Hundszahn wird selten als Zierpflanze für Steingärten und Gehölzränder genutzt. Die Art ist seit spätestens 1899 in Kultur. Kultiviert werden meistens Hybridsorten mit Erythronium tuolumnense (Auswahl):
- 'Citronella' hat zitronengelbe Blüten.
- 'Pagoda' ist eine robuste, ausdauernde Pflanze mit hellgelben Blüten und einem Schlund mit braunem Ring.
- 'Jeanine' und 'Miss Jessop' haben geschecktes Laub.

## Belege
- Eckehart J. Jäger, Friedrich Ebel, Peter Hanelt, Gerd K. Müller (Hrsg.): Rothmaler - Exkursionsflora von Deutschland. Band 5: Krautige Zier- und Nutzpflanzen. Spektrum Akademischer Verlag, Berlin Heidelberg 2008, ISBN 978-3-8274-0918-8, S. 680–681.